# 생사의 고백
"생사의 고백"은 1978년에 개봉한 대한민국의 영화이다.

## 캐스팅
- 박근형
- 유지인
- 최봉
- 윤일봉